# Tauriana
Tauriana o Taureana (in latino Taurianum, in greco Ταυρανία?) fu una città magnogreca, dell'antico territorio Italia e che in epoca remota si estendeva a capoluogo del versante tirrenico fino a comprendere gli attuali territori di Taureana e Palmi. Le sue rovine sono state localizzate nel territorio di Palmi. Il nome della città deriva da quello del populus italico che la fondò, i tauriani.
La città italica, che sorgeva sulla riva sud del fiume Metauros (probabilmente il Petrace), segnava il confine del territorio di Région (Reggio Calabria) sul versante tirrenico nord-occidentale, oltre cui iniziava quello di Locri Epizefiri. Successivamente romana e poi bizantina, Tauriana venne distrutta dai saraceni nella metà del X secolo. Gran parte dei rinvenimenti archeologici costituiscono il Parco Archeologico dei Tauriani.
Attualmente porta il nome di Taureana una frazione del comune di Palmi.

## Territorio
L'area dell'antica Tauriana è collocabile nel territorio in cui oggi ricade il comune di Palmi, morfologicamente identificabile con una serie di pianori coltivabili, costituiti da terrazzi marini d'età pleistocenica, suddivisi in diversi ordini fino a raggiungere i primi aspri contrafforti aspromontani. Particolarmente visibili dalla zona, nelle giornate in cui i venti spirano da nord, sono l'arcipelago Eoliano e la costa nord-orientale della Sicilia, il cui legame artistico-commerciale con questo territorio sin dall'età protostorica è documentato anche dai rinvenimenti di ossidiana e dalle medesime classi ceramiche.
Strategica era l'ubicazione di questo territorio pressoché all'imbocco dell'area dello Stretto, nota agli antichi greci e latini come Fretum Siculum e temuta per la pericolosità del suo attraversamento a causa di venti e correnti incontrollabili. Pertanto tale ubicazione, favorì il suo inserimento nei percorsi commerciali marittimi, tipici dell'area mediterranea, da sempre. Ancora oggi il Portolano sconsiglia la navigazione a vela nello Stretto di Messina, perciò è fondamentale che i naviganti conoscano bene il gioco delle correnti, dei vortici e la direzione dei venti.

## Storia

### Storia antica
In epoca antica la zona in cui sorgeva Tauriana costituiva l'estremo nord della chora di Region. Tauriana era contigua alla vicina città di Metauros, fondata nel VII secolo a.C. nei pressi della foce del fiume omonimo. Il fiume fungeva, tra l'altro, da divisione tra le due città.
Sulla fondazione della città, alcune leggende narrano di una possibile colonizzazione achea dell'area in cui sorse Tauriana. Altre ipotesi ricollegano la nascita della città alla seconda metà del IV secolo a.C., quando dei gruppi reggini e locresi raggiunsero il sito conquistando diverse città: è il caso di centri come Terina, Hipponion e Petelia. Pertanto, nell'età ellenistica, vi fu la conquista del territorio a sud del Metaurus da parte del popolo magnogreco reggino, nello specifico i «Tauriani».
La città è segnalata in atti ufficiali di età successiva, quando Tito Livio asserisce che nel 89 a.C., in occasione della guerra annibalica, vi fu il passaggio dei Taureani, «sotto la protezione di Roma». Il passaggio è il seguente:
(Tito Livio, Ab urbe cond., XXV, 1, 2)
Con la romanizzazione della zona, successiva alla guerra sociale, la presenza brettia sul territorio sparì ed i tauriani, grazie ad un buon rapporto con i romani, conquistarono un'autonomia politica e amministrativa che permise loro di avere un proprio territorio, abbandonando la condizione di subordine nei confronti della città di Rhegion.
Anche Catone narra dell'esistenza dei Tauriani, dando un'indicazione della zona in cui vi era il loro territorio. Il confine con il territorio di Rhegion era dato dal fiume "Pecoli". Secondo alcuni archeologi, questo passo catoniano darebbe una base storica alla leggenda sui legami di Tauriana con gli achei.
Di una «città dei Tauriani» scrivono anche Pomponio Mela e Plinio il Vecchio nel I secolo d.C.. Quest'ultimo la definisce come "Tauroentum oppidum" nel seguente passaggio:
(Plinio il Vecchio, Naturalis historia, XIII, 5, 10)

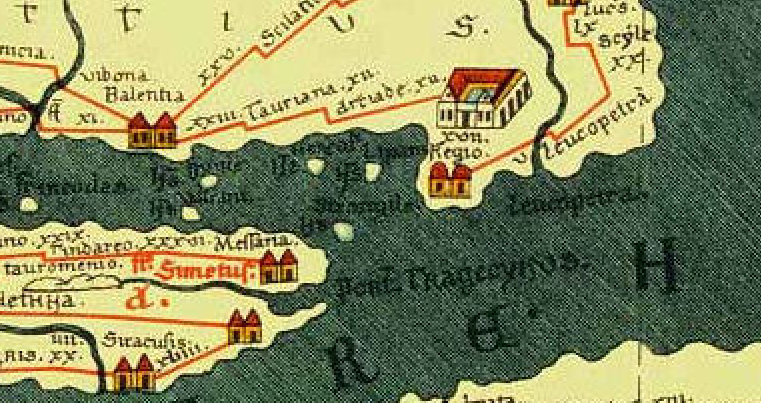
Tabula Peutingeriana: Segmentum VI ; rappresentazione dell'estremità meridionale della Calabria e dello Stretto, con evidenziata Tauriana

La Tavola Peutingeriana, nel segmento VI, riporta l'esistenza della città di Tauriana in età imperiale. 
Anche l'Anonimo Ravennate cita, per l'età tardo antica, Tauriana tra le città collocate «vicino allo stretto che divide la Sicilia e l'Italia».
Attorno al III-IV secolo la città divenne sede vescovile. L'episcopato garantiva, nonostante le numerose devastazioni e i vari sconvolgimenti, il perdurare del toponimo di Tauriana. Difatti la città seguiva il "suo" vescovo nelle traslazioni di sede o nell'identità culturale e religiosa.
Con il passaggio del territorio sotto il controllo dell'Impero romano d'Oriente, all'interno del Thema di Calabria, Tauriana ricadeva nell'area della "Turma delle Saline".

### Medioevo
Negli anni intorno al 590, Tauriana fu preda di scorrerie longobarde provenienti dal ducato di Benevento. A causa di ciò il vescovo della città si rifugiò a Messina ed i monaci si dispersero per la Sicilia). Anche nei secoli successivi si verificarono scorrerie saracene, in quanto la città era molto esposta essendo situata sul mare.
Tra il VII secolo e l'VIII secolo, Tauriana risultò già gravemente danneggiata da un'incursione effettuata o dai saraceni d'Africa o dai longobardi
Oltre questo, sono le poche le notizie che ci sono pervenute sulla vita della città. Quel poco che è a conoscenza è dovuto al bios della vita di san Fantino il Vecchio, scritto nell'VIII secolo da Pietro, vescovo della Diocesi di Tauriana. Tra l'altro il bios narra di un'incursione saracena, al quale seguì la leggenda di un miracolo compiuto da San Fantino e dalla Vergine Maria, in seguito alle preghiere della popolazione rivolte sulle tomba del santo. A seguito di tale evento, nacque nella città il culto verso "Santa Maria ab alto Mari".
Sempre nell'VIII secolo, vi fu l'abbandono della vicina città di Metauros. Pertanto il centro abitato di Tauriana si espanse anche sulla riva nord del fiume Metauros.
Nel 904 il porto della città ospitò una nave che trasportava, da Salonicco, le spoglie di sant'Elia di Enna. Ad aspettare il feretro vi erano i figli spirituali del santo, che portarono le sue spoglie nel vicino monte Salinas, dove il monaco visse gran parte della sua vita costruendo anche un monastero.
Tauriana, negli ultimi anni della sua esistenza e cioè verso la metà del X secolo, benché avesse perso da qualche secolo la sua antica floridezza e grandezza, era rimasta la sola città marittima nel versante occidentale dell'estrema Calabria, e cioè tra il castello di Scilla e la terra di Nicotera.
Essendo il mare preda di pirati, che frequentemente corseggiavano le riviere della zona, la gente trovò rifugio nei posti interni, sui monti e nelle valli. Pertanto i luoghi vicini al mare rimasero deserti. Quindi nei dintorni di Tauriana non esisteva alcun villaggio, e vi erano solo i vari conventi di monaci basiliani che sorgevano sul monte Salinas e nel territorio mercuriense, in cui vi era un castello chiamato Seminaio o Seminario che in seguito prese il nome di Seminara.
Le fonti storiche datano al 951 la distruzione di Tauriana. In quell'anno l'emiro di Palermo Abū l-Qāsim al-Hasan, per il mancato tributo dovutogli dai bizantini a cui apparteneva la parte estrema dell'Italia meridionale, spedì in Calabria agguerrite milizie decise ad occupare il territorio. L'emiro chiese aiuto al califfo d'Africa, che mandò prontamente un esercito di agareni ed una numerosa armata, guidati da Farag Mohadded. Espugnata Reggio Calabria, le milizie percorsero tutto il versante meridionale della Calabria apportando ovunque devastazioni, saccheggi ed eccidi. Gli abitanti di Tauriana, saputo della venuta dei saraceni, abbandonarono la città in quanto quest'ultima era poco difendibile poiché priva di mura difensive, scarsamente popolata ed ancora rovinata dalle precedenti incursioni. Per questo la popolazione si rifugiò nei castelli più vicini abbandonando Tauriana. La città fu infatti assalita dall'esercito di agareni, mori e cartaginesi i quali, non trovando abbondante bottino, la distrussero interamente e devastarono tutto il territorio circostante.
La parte nobile della popolazione, con il clero ed il vescovo, trovarono riparo in Seminario (Seminara) mentre la restante parte dei taurianensi, non potendosi riparare in essa, trovarono scampo in Mamertium Oppidum (Oppido Mamertina), Calatrum (Galatro), Quinquefrondium (Cinquefrondi). Altri ancora, sulle rovine di Sappominulim, cominciarono ad edificare la città di Terranova, di San Martino e di Pedavoli.
La parte dei taurianensi dedita ai traffici marittimi, trovandosi a disagio nei paesi interni, si stanziò vicino al mare ma nella parte alta della costiera, tra il monte Salinas ed il fiume Metaurus, cioè sopra la zona di Rovaglioso. In quale luogo vi era una contrada chiamata De Palmis, ed il villaggio che vi edificarono divenne col tempo l'attuale Palmi.
Le terre su cui sorgeva Tauriana, formate da vaste e spopolate contrade, furono assoggettate alla giurisdizione di Seminara, che era rimasta la sola città a sorgere non lontano dal mare. Pertanto le terre di Tauriana seguirono le vicende di Seminara fino al 1632 e, da tale anno ad oggi, le vicende di Palmi che aveva ottenuto in quell'anno l'indipendenza.
Nel 1086, Ruggiero I conte di Calabria, che aveva istituito nel 1081 il vescovado di Mileto, aggiunse a quest'ultima il territorio della distrutta ed abbandonata diocesi di Tauriana, che era rimasta vacante.
Il porto della città visse fino al secolo XVIII. Difatti si presume che, sempre nell'XI secolo, vi approdò Ruggiero I per sbarcare in Calabria dalla Normandia.

## Archeologia

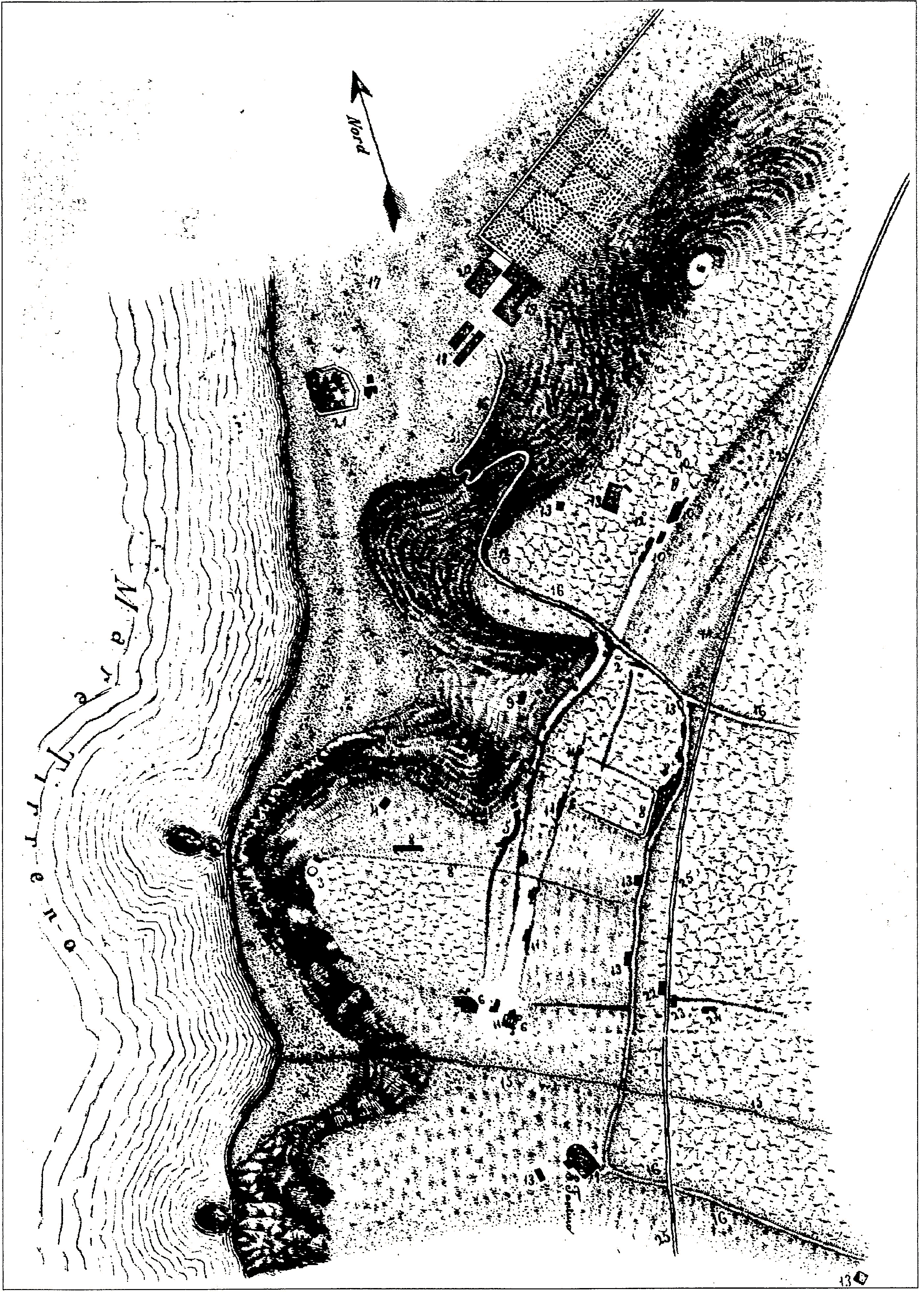
Pianta dei ruderi di Tauriana, redatta nel 1886 dallo scrittore Antonio De Salvo

Il primo strumento storico sulle ricerche dell'antica Tauriana è il libro Metauria e Tauriana, scritto dallo studioso Antonio De Salvo sul finire del XIX secolo, nel quale l'autore indica una pianta dei ruderi ancora visibili.
Sono appunto della fine del XIX secolo i primi rinvenimenti fortuiti. Essi si concentrano prevalentemente sul litorale di Scinà e sul pianoro dell'odierna Taureana di Palmi e riguardano l'area in età greco-italica, imperiale e bizantino-medievale.
Negli anni novanta dello scorso secolo, alcune ricerche hanno portato all'individuazione di resti di assi stradali, strutture abitative, piani pavimentali, canalette di scolo, dolia per derrate alimentari, tutti riconducibili ad un'età compresa tra la seconda metà del IV secolo a.C. ed il I secolo a. C..

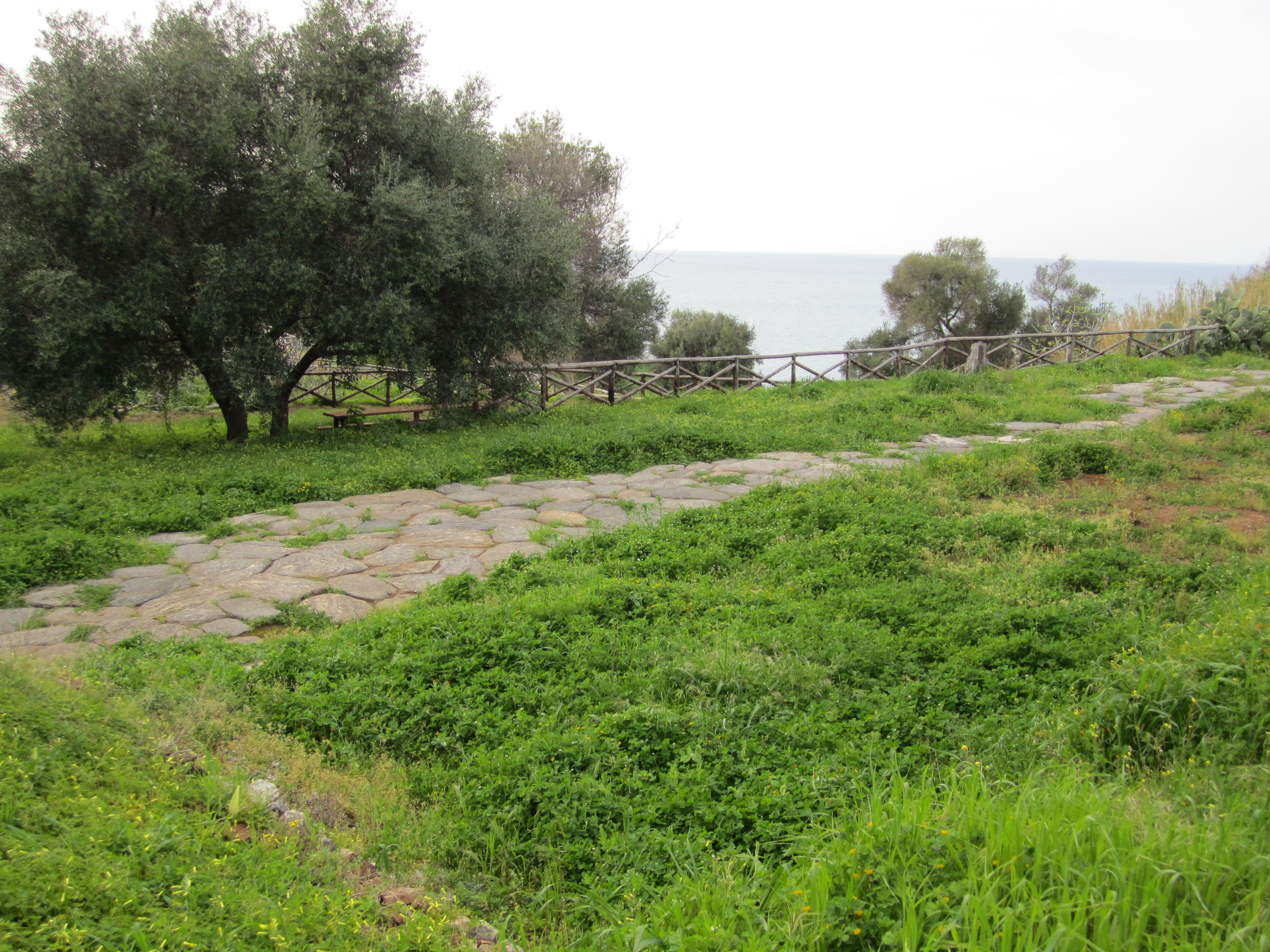
Una strada romana che, probabilmente, collegava Tauriana con la via Popilia
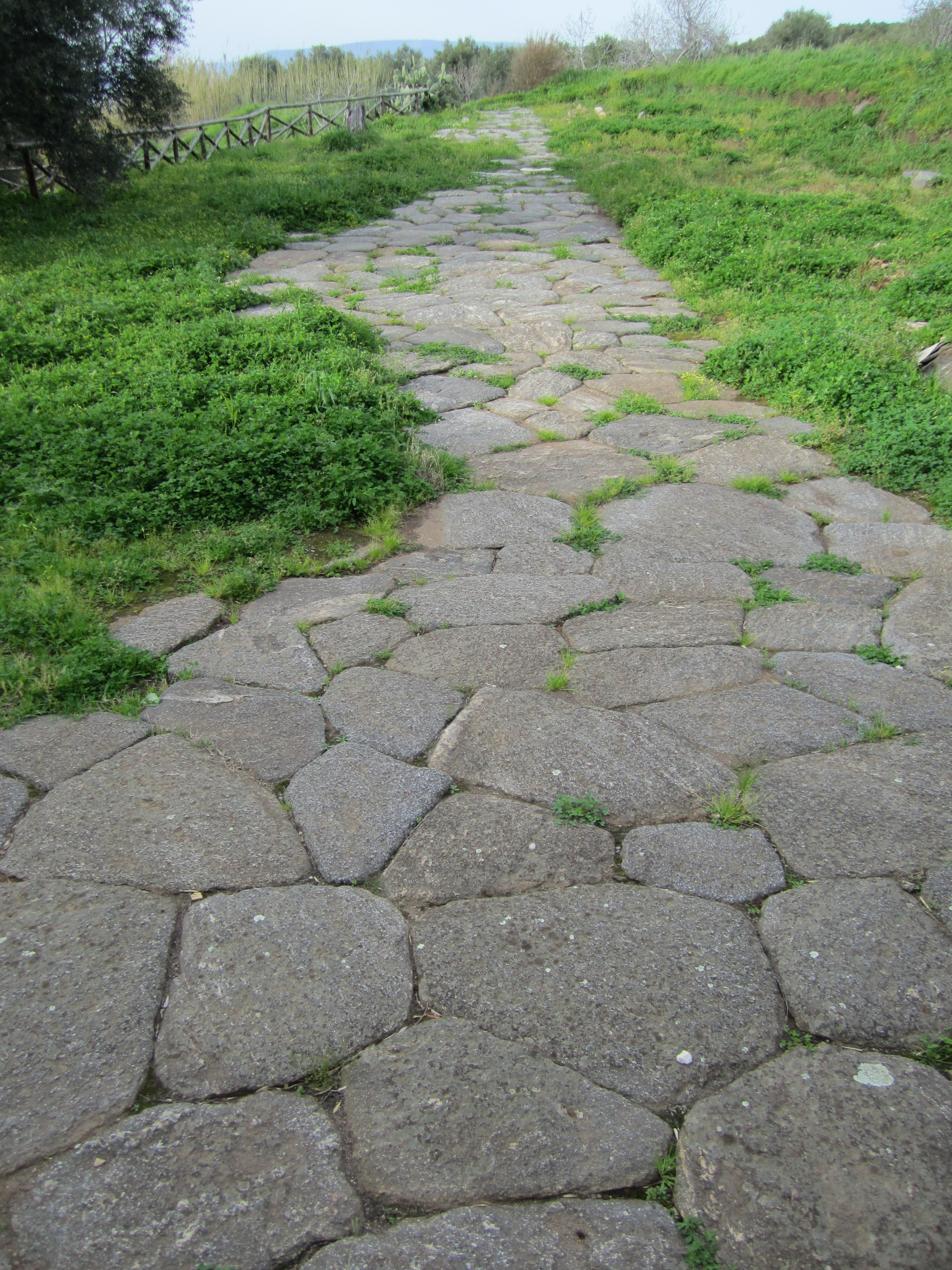
La strada romana
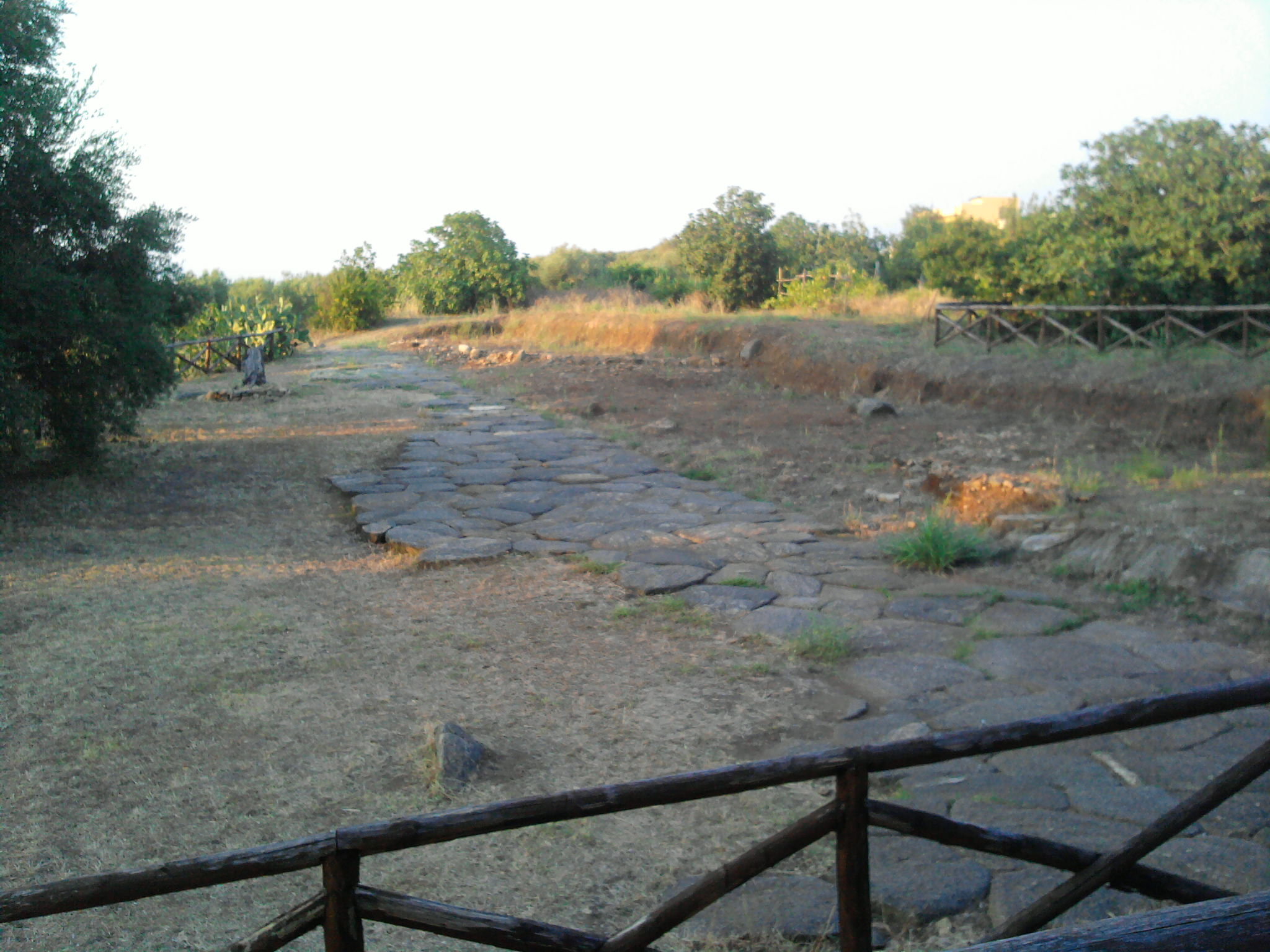
La strada romana
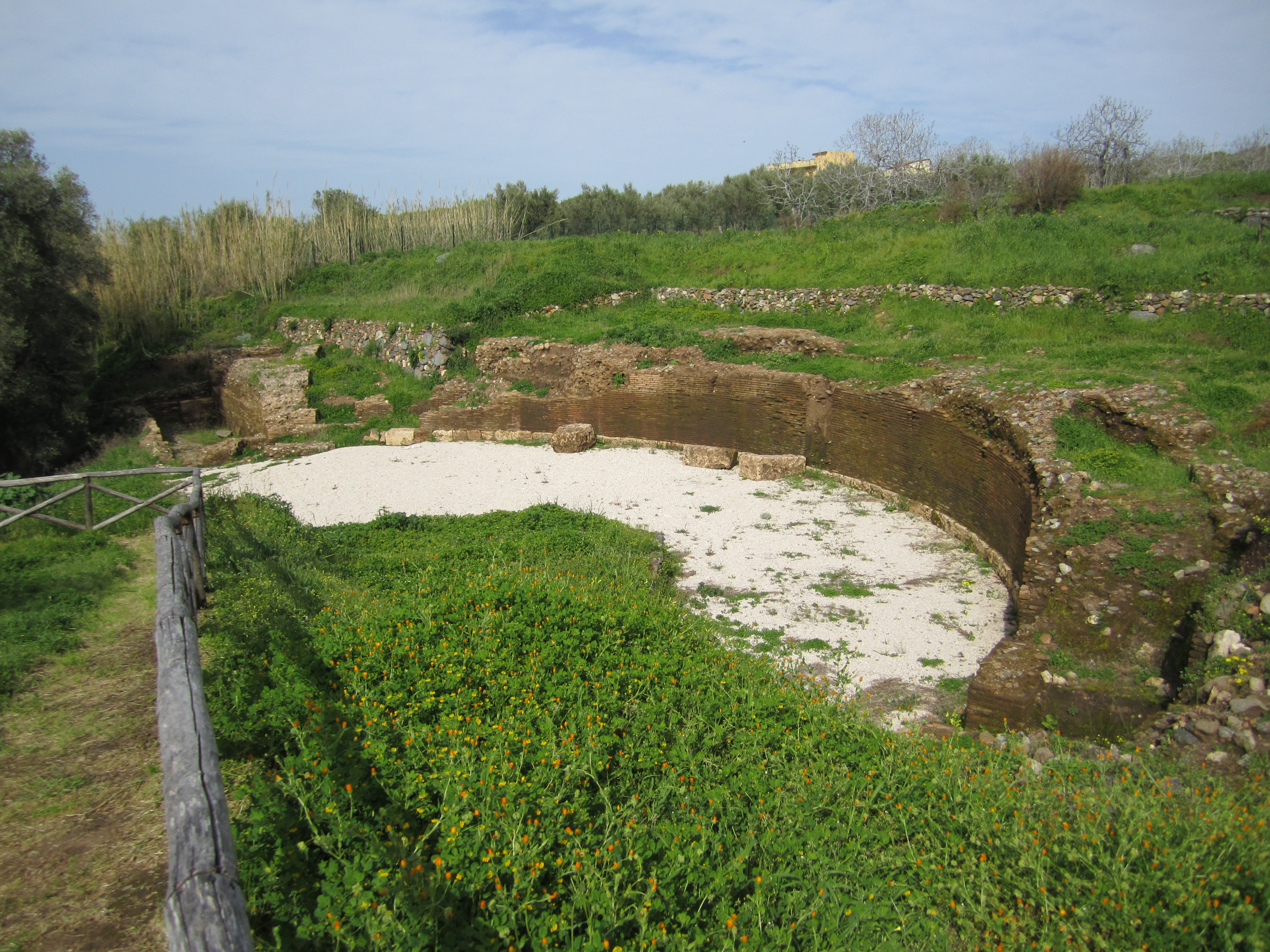
I resti di un edificio per spettacoli
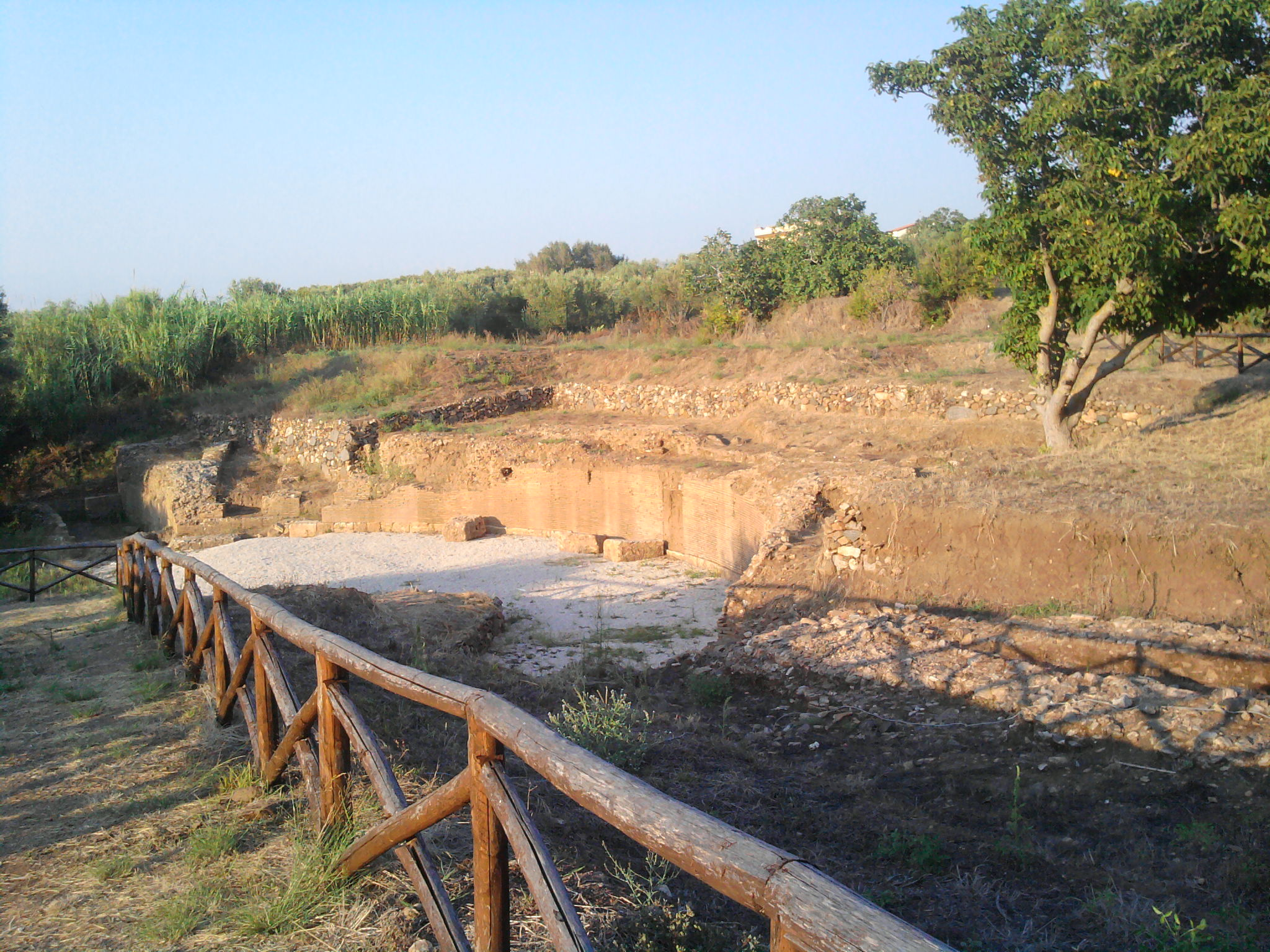
L'edificio per spettacoli ad oggi, all'interno del parco
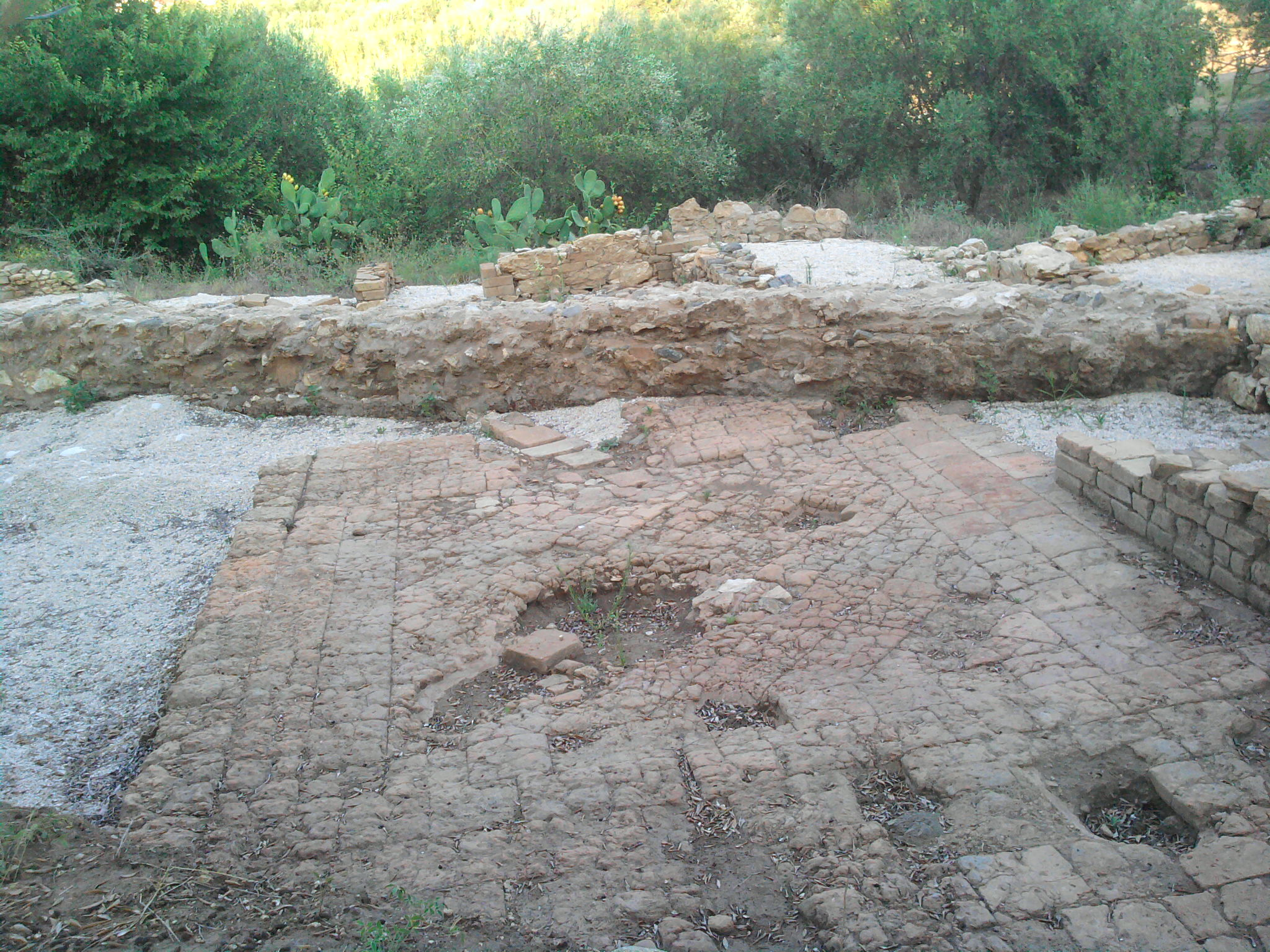
La "casa del mosaico", di epoca brettia